# Utetes kurentzovi
Utetes kurentzovi är en stekelart som först beskrevs av Vladimir Ivanovich Tobias 1977.  Utetes kurentzovi ingår i släktet Utetes och familjen bracksteklar. Inga underarter finns listade i Catalogue of Life.